# رياض مزور
رياض مزور، مهندس وسياسي ينتمي إلى حزب الاستقلال ووزير الصناعة والتجارة بحكومة عزيز أخنوش. ولد رياض مزور بمدينة الرباط سنة 1971 وهو وجه معروف في قطاع صناعة السيارات في المغرب.
عينه الملك محمد السادس وزيرًا للصناعة والتجارة في حكومة عزيز أخنوش في 7 أكتوبر 2021 بالقصر الملكي بمدينة فاس.

## سيرته الذاتية
رياض مزور حاصل على درجة البكالوريوس في الهندسة الميكانيكية، وخريج مدرسة البوليتكنيك في زيورخ السويسرية حاصل على درجة الماجستير العلمية مابين سنتي 1993 و 1996. ويعد مزور عضوا برابطة الاقتصاديين الاستقلاليين، وهي مجموعة تفكير اقتصادية تابعة لحزب الاستقلال. وبعد حصوله على ديبلومات قيمة، عاد مزور إلى المملكة في عام 2003 ليترأس إحدى العلامات التجارية الكبرى في مجال تأجير السيارات بالمغرب.
سبق لرياض مزور تقلد مناصب مهمة داخل المجلس الاقتصادي والاجتماعي والبيئي في عهد ولاية نزار بركة، كان الرجل الثاني داخل وزارة الصناعة والتجارة والاقتصاد الرقمي، باعتباره رئيس ديوان الوزير مولاي حفيظ العلمي.

## المناصب والمسؤوليات
- من 2000 إلى 2003:  اشتغل بمكتب استشاري بزيوريخ، كمسؤول عن الخدمات المالية، حيث كان محاوِراً للبنوك وشركات التأمين.
- 2003: موازاة مع عودته إلى المغرب، مديراً عاماً لإحدى الشركات العالمية المتخصصة في كراء السيارات.
- سنة 2005 مدير تجاريا ل Zellidja، وهي فرع تابع للشركة المغربية الإماراتية للتنمية، المعروفة اختصارا بـ «صوميد » .
- من 2009 إلى 2013 شغل منصب المدير العام لشركة “سوزوكي المغرب”.